# Huevo con rayas de esmalte azul
"Huevo con rayas de esmalte azul" (también conocido como "Rayado")  es un huevo de joyería fabricado por Peter Carl Fabergé entre 1885 y 1891.

## Antecedentes
La casa de joyería Faberge ganó gran popularidad gracias a la colección de huevos de Pascua de joyería creados en el período de 1885 a 1917. El fundador de la tradición de regalar un huevo  fabricado Fabergé para las vacaciones de Pascua fue el zar de Rusia Alejandro III, quien primero hizo tal regalo a su esposa en 1885. El huevo de joyería Gallina fue el primero de 52 huevos de Pascua imperiales hechos por Fabergé para la familia real. El primer producto se creó sobre el principio del juguete popular ruso "Matryoshka" y era una caja dorada, cubierta con esmalte blanco en el exterior, que estaba dividida por la mitad. En el interior del huevo se abrió una yema de oro, que contenía una figura en miniatura de un pollo que contenía una copia de la corona imperial y un colgante de rubí en una cadena. Y, sin embargo, la idea de tal joya no era original:
"El Huevo de Pascua de Fabergé debía ser una interpretación libre de un huevo fabricado a principios del siglo XVIII, del que aún se conocen tres ejemplares. Se encuentran en: el Castillo de Rosenborg, Copenhague; el Museo de Historia del Arte, Viena; y en una colección privada (antigua Galería de Arte Bóvedas Verdes, Dresde). Todos estos huevos contienen una gallina oculta que, al abrirse, revela una corona con un anillo. Se cree que el emperador quería deleitar a su esposa con una sorpresa que le recordara a un objeto conocido del tesoro real danés.".

El éxito de los huevos imperiales de la joyería Faberge contribuyó al hecho de que varios clientes adinerados siguieron pedidos de regalos de este tipo para Pascua. En el período de 1898 a 1904, el empresario ruso Alexander Kelkh encargó y regaló a su esposa Varvara Kelkh-Bazanova 7 huevos de Pascua Faberge fabricados por el joyero Mikhail Perkhin Perkhin, a la edad de 26 años, se convierte en el maestro principal de la firma Faberge y trabaja en ella hasta su muerte. Entre otras cosas,Mikhail Perkhin participó en la creación de la famosa serie de huevos, incluyendo parte de los huevos  imperiales. Muchos huevos  producidos por la firma Faberge desde 1885-86 hasta 1903 están marcados con el sello Perkhin ("M.P.").
Entre otros, entre los clientes que ordenaron y compraron huevos de Pascua Fabergé se encontraban personajes ilustres de la época: Vanderbilt, Consuelo, duquesa de Marlborough, los Yusupov, el sobrino de Alfred Nobel, Emmanuel Nobel. En 2007, se supo de la existencia de otro artículo de la casa joyera: el “ huevo del reloj Rothschild ”, creado en 1902 para la familia de multimillonarios estadounidenses y mantenido en su familia durante todo este tiempo, fue puesto a subasta El último de los siete huevos de Pascua fabricados por el joyero Mikhail Evlampievich Perkhin de la firma de Carl Faberge, encargado por el empresario ruso Alexander Ferdinandovich Kelkh como regalo de Pascua a su esposa Varvara Kelkh-Bazanova en 1904 - "Chantecleer Kelkh" - prácticamente repite el "Reloj del huevo de Rothschild", realizado anteriormente (en 1902).

## Descripción
Está realizado en oro verde, rojo y amarillo, decorada con zafiros, diamantes, esmaltada con esmalte azul transparente. En la parte superior del huevo se encuentra la Corona Imperial, adornada con zafiros facetados y diamantes. El huevo descansa sobre un soporte dorado redondo. La sorpresa original, muy probablemente hecha de piedra lunar, se ha perdido.

## Sorpresa
Contiene un conejito en miniatura con ojos de rubí tallado en ágata. La sorpresa original se ha perdido. Existe la creencia de que probablemente estaba hecho de piedra lunar

## Propietarios
Fabricado en San Petersburgo por la casa de joyería Fabergé por Carl Faberge entre 1885-1891, no existe información sobre el propietario. En 1921 fue comprado por Alexander Tillandr (Finlandia). En 1924 fue revendido al Sr. Popper (Budapest), y en 1953 a Hammer Gallery (Nueva York). Desde 1962 Stavros Niarchos (París, Francia) .Actualmente esta almacenado en la colección de Stavros Niarchos en París (Francia)